# 李花集
『李花集』（りかしゅう）は、後醍醐天皇の皇子、宗良親王の家集。集中の和歌の最下限から考えて、1371年（建徳2年）以降の成立とされている。
上下2巻、部立があり、上巻は春夏秋冬、下巻は恋と雑歌である。親王の歌899首を含め、総計1006首収められている。『新葉和歌集』撰進の際に、多くの歌が収められた。
各種の写本は、十市遠忠による1530（享禄3）年か翌年筆写の本を祖本としていて、1941年に刊行された岩波文庫版（松田武夫校訂）も同様である。